# イエセ1世 (ムフラニ公)
ムフラニ公イエセ1世（グルジア語: იესე I მუხრანბატონი、グルジア語ラテン翻字: Iese I Mukhranbatoni、1716年没）は、カルトリ王国のタヴァディ（貴族）。バグラティオニ王家の分家ムフラニ家に属する。1700年頃にムフラニのバトニ（公）を務め、内カルトリのサルダリ（司令官）およびカルトリ宮廷のムサフルトゥフツェシ（宮内長官）を兼任したとされる。

## 生涯
イエセはムフラニ公アショタン2世の子として誕生。コンスタンティネ2世からムフラニ公位を継承した。
アトス山のイヴィロン修道院には、父アショタン2世が1680年に「イヴィロンの生神女」のイコンを安置するために建設した小さなドーム型礼拝堂があり、その内部に父アショタン2世とともに寄進者肖像画として描かれている。この礼拝堂は1683年に絵画で装飾された。

## 家族
アショタンという名の子がいたとされる。